# Goropeke
Goropeke – wieś w Słowenii, w regionie Gorenjskim, w gminie Žiri. 1 stycznia 2017 liczyła 67 mieszkańców.